# Stratford (Illinois)
Pour les articles homonymes, voir Stratford.
Stratford est une communauté incorporée du comté d'Ogle dans l'Illinois.

## Géographie
Stratford est situé tout près du Parc d'état de White Pines Forest (en), près de la ville de Polo, dans le township de Buffalo.